# Isocrate

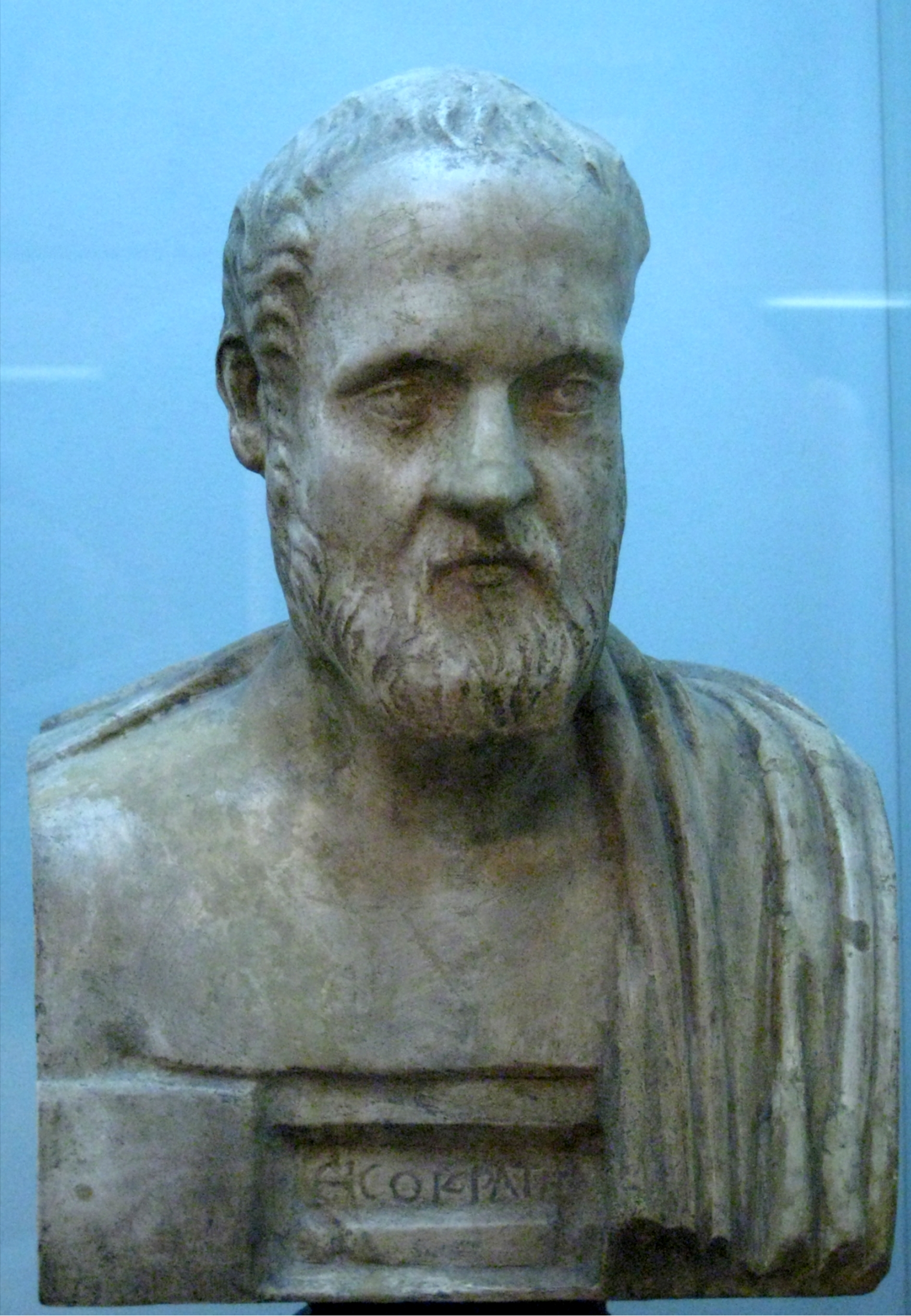
Bustul lui Isocrate, aflat la Muzeul Puşkin

Isocrate (în greacă: Ἰσοκράτης; 436–338 î.Hr.) a fost un orator elin, cunoscut mai ales pentru școala de retorică înființată la Atena.
Opera sa, de amplă vibrație patriotică, este dedicată unirii statelor grecești și este novatoare în planul compoziției prin centrarea în jurul unei idei fundamentale.
În plan stilistic, a inventat marea perioadă oratorică, antrenată de ritmul amplu și puternic.

## Scrieri
- c. 380: Panegiric ("Panegyrikos")
- Discurs împotriva sofiștilor ("Kata ton sophiston")
- 355 î.Hr. - 354 î.Hr.: Areopagitic ("Areopagitikos")
- 342 î.Hr. - 339 î.Hr.: Panatenaic
- elogiile Evagoras, Nikokles.

Prin scrierile sale, Isocrate a exercitat o însemnată influență asupra dezvoltării prozei, retoricii, istoriei, pedagogiei.